# BMW 003
El BMW 003 es un turborreactor alemán que alcanzó la producción en serie durante la Segunda Guerra Mundial.

## Historia
El primer encendido del BMW 003 tuvo lugar en agosto de 1940 en las instalaciones de Spandau. Esta primera versión del motor tenía un compresor de seis etapas y resultó plagado de problemas. Al mes siguiente se iniciaron los trabajos en una versión radicalmente distinta, con un compresor de siete etapas, distinta turbina, flujo de aire, quemadores e incluso con los álabes rediseñados. Esta versión, llamada 003A fue probada por primera vez en diciembre de 1942, consiguiendo un empuje de 550 kg frente a los 260 de la primera versión.
El diseño original del 003 había recibido durante ese tiempo sus propias mejoras, y era capaz de entregar 440 kg de empuje, lo que animó a instalar dos de estos motores en el prototipo V1 del Messerschmitt Me 262. Sin embargo la fiabilidad seguía siendo reducida y ambos motores dejaron de funcionar en el vuelo de prueba. Afortunadamente el prototipo estaba equipado de un tercer motor, de pistón, con lo que se consiguió aterrizar sin complicaciones.
Por su parte, el desarrollo del 003A continuó, y a finales de 1943 ya era capaz de producir un empuje al despegue de 800 kg manteniendo su funcionamiento durante 50 horas, con lo que las autoridades del Reichsluftfahrtministerium empezaron a pensar que podía igualar las prestaciones del más complejo, pesado y voluminoso Jumo 004.

## Versiones
BMW 003
Versión original del motor.
BMW 003A
Versión mejorada que alcanzó la producción en serie.
BMW 003C
Versión con un compresor de alta eficiencia, que sólo se probó en una ocasión en mayo de 1945.
BMW 003R
003A equipado con un motor cohete BMW 718, con un empuje combinado de 1.225 kg. Equipado en el Messerschmitt Me 262C-2b.

## Aplicaciones
- Arado Ar 234
- BMW Flugelrad[1][2]
- Heinkel He 162
- Messerschmitt Me 262 (versiones experimentales)

### Motores similares
- Junkers Jumo 004
- Ishikawajima Ne-20
- Kolesov RD-20